# Пратт, Кристофер
Джон Кристофер Пратт (англ. John Christopher Pratt; 9 декабря 1935, Сент-Джонс, доминион Ньюфаундленд — 5 июня 2022, Салмоньер-Ривер, Ньюфаундленд и Лабрадор, Канада) — канадский живописец и график, дизайнер флага Ньюфаундленда и Лабрадора. Творчество Пратта отличали резкие контрасты, умышленно спрямлённые контуры и максимальное избавление от деталей. Ассоциированный член Королевской канадской академии искусств (1965), компаньон ордена Канады (1983). Муж Мэри Пратт.

## Биография
Родился в 1935 году в доминионе Ньюфаундленд. Впервые начал рисовать акварелью в 1952 году. На следующий год поступил на подготовительное медицинское отделение Университета Маунт-Эллисон в Нью-Брансуике, где познакомился со своей будущей женой Мэри. В Маунт-Эллисоне увлечение молодого студента живописью поддержали художники Лорен П. Харрис и Алекс Колвилл. В итоге Пратт оставил мысли о медицинском образовании и по совету Мэри поступил в Школу искусств Глазго. Там он проучился с 1957 по 1959 год, летние месяцы проводя в Канаде как нивелировщик на военно-морской базе США в Арджентии (Ньюфаундленд). Навыки точных измеренний, приобретённые на этой работе, впоследствии оказались полезны Пратту в его карьере художника. В 1959 году вернулся в Университет Маунт-Эллисон, где в 1961 году получил степень бакалавра изобразительных искусств. В годы учёбы в Нью-Брансуике начал работать в технике шелкографии; одна из работ этого периода, «Лодка на песке» (1961), входит в коллекцию Национальной галереи Канады.

Флаг Ньюфаундленда и Лабрадора

Вернувшись на Ньюфаундленд, в 1961—1963 годах работал куратором в открывшейся незадолго до этого художественной галерее Мемориального университета (ныне Художественная галерея Ньюфаундленда и Лабрадора). Вёл также дополнительные курсы для студентов университета. С 1963 года полностью посвятил себя творчеству. В 1965 году стал ассоциированным членом Королевской канадской академии искусств и членом Канадского общества графического искусства и в том же году провёл в художественной галерее Мемориального университета первую в карьере персональную выставку. В поисках натуры совершал продолжительные поездки по территории Ньюфаундленда и Лабрадора. В 1980 году, когда было принято решение о создании флага Ньюфаундленда и Лабрадора (до этого использовавшего «Юнион Джек»), дизайн флага было поручено разработать Пратту. Художник создал несколько десятков вариантов, прежде чем один из них был утверждён; эта работа отсылает к символике Великобритании, Приморских провинций и беотуков — коренного населения Ньюфаундленда. В провинции новый флаг вызвал неоднозначную реакцию, и сам Пратт позже отзывался о результате своей работы сдержанно, даже предполагая, что провинциальная комиссия могла выбрать лучшего, чем он, дизайнера.
Входил в ряд комиссий и советов по изобразительному искусству. В 1969 году был членом жюри Совета Канады по присуждению премий в области изобразительного искусства, а в 1975—1981 годах был членом правления Совета Канады. В 1972—1975 годах входил в консультативный совет по дизайну почтовых марок при федеральном правительстве Канады.
В браке Кристофера и Мэри Пратт родились четверо детей — Джон, Энн, Барбара и Нед. Мэри, сама талантливая художница, первоначально отказалась от карьеры ради заботы о семье, но впоследствии всё же обратилась к живописи и получила широкую известность. Отношения между ней и мужем были сложными, и брак, продлившийся несколько десятилетий, окончился разводом, после чего Кристофер женился вторично. Под конец жизни они с Мэри примирились. Восхищаясь талантом друг друга, они часто вели разговоры, затем оказывавшие влияние на их творчество. Мэри Пратт скончалась в 2018 году, и Кристофер посвятил ей своё полотно «Тронгейтская абстракция», на создание которого повлиял также пожар в Школе искусств Глазго, где он когда-то учился.
Скончался в июне 2022 года в возрасте 86 лет в доме в Салмоньер-Ривер (Ньюфаундленд), которым владел на протяжении почти 60 лет.

## Творчество
Кристофер Пратт наряду со своим учителем Алексом Колвиллом считается одним из классиков современной канадской живописи; в 2013 году газета Globe and Mail назвала его «самым знаменитым из ныне живущих канадских живописцев». Широкую известность получили его этюды, изображающие пейзажи канадской Атлантики и архитектурные композиции. Наиболее часты в его творчестве сюжеты, связанные с его родным Ньюфаундлендом, важными элементами которых становятся морской простор, открывающийся с берега, снежные шапки на перевёрнутых на зиму рыбачьих лодках, пустынные отрезки Трансканадского шоссе.
Характерной чертой творчества Пратта был подчёркнутый аскетизм изобразительных средств. Для его работ характерны почёркнуты отсутствие сентиментальности, резкие контрасты, спрямлённые контуры и базовые цвета, минимизация деталей, намеренный отказ от изгибов и пятен. Важную роль играет использование световых эффектов, к которому Пратт обратился в 1970-е годы после знакомства с картиной Эдварда Хоппера «Раннее воскресное утро». В период после 1992 года, когда в пожаре погибла мастерская художника, его картины становятся ещё более фотографичными и подчёркнуто суровыми, многие из них отражают события, только что произошедшие в жизни самого Пратта. Многие из его работ рассматриваются как летопись перемен, происходящих в жизни провинции. Среди таких картин, в частности, написанное в 1999 году полотно «Дир-Лейк: мемориал Джанкшен-Брук», запечатлевшее плотину, отводящую воду реки Джанкшен-Брук на гидроэлектростанцию в Дир-Лейке.
Персональные выставки Кристофера Пратта проходили в 1976 году в Нью-Йорке; в 1982—1983 годах в Канадском доме в Лондоне (эту выставку вывозили также в Париж, Брюссель и Дублин); и в Национальной галерее Канады в 2005 году. В 1986 году в крупнейших городах Канады прошла ретроспектива его работ.

## Признание заслуг
Избран ассоциированным членом Королевской канадской академии искусств в 1965 году. В 1972 году получил почётную докторскую степень от Мемориального университета Ньюфаундленда. В 1973 году произведён в офицеры ордена Канады, а в 1983 году повышен до компаньона ордена Канады — высшая степень этой награды. В 2018 году стал также кавалером ордена Ньюфаундленда и Лабрадора. В том же году вышел посвящённый художнику документальный фильм Кеннета Харви «Безупречные воспоминания: лаконичные миры Кристофера Пратта» (англ. Immaculate Memories: The Uncluttered Worlds of Christopher Pratt).